# Heron Carvic
Heron Carvic, né le 21 janvier 1913 et mort le 9 février 1980, est un acteur de télévision et un écrivain britannique, auteur de cinq romans policiers humoristiques.

## Biographie
En tant qu'écrivain, il est le créateur et l'auteur des cinq premiers romans mettant en scène Miss Seeton, une vieille demoiselle anglaise, qui se retrouve systématiquement mêlée à des énigmes policières, que sa naïveté, une chance extraordinaire et une réputation bien peu méritée de justicière (elle est surnommée « Le pébroc vengeur ») amènent bien malgré elle à résoudre. Ce personnage parodie la Miss Marple d'Agatha Christie.
Comme acteur, il a beaucoup travaillé à la télévision britannique et dans le milieu du doublage.

## Œuvre

### SérieMiss Seeton
- Picture Miss Seeton (1968) publié en français sous le titre Miss Seeton entre en scène, 10/18, coll. « Grands Détectives » no 2805 (1997)
- Miss Seeton Draws the Line (1969) publié en français sous le titre Miss Seeton persiste et signe, 10/18, coll. « Grands Détectives » no 2806 (1997)
- Miss Seeton, Bewitched (1971) (titre américain: Witch Miss Seeton) publié en français sous le titre Miss Seeton jette un sort, 10/18, coll. « Grands Détectives » no 2847 (1997)
- Miss Seeton Sings (1973) publié en français sous le titre Miss Seeton fait des vocalises,  10/18, coll. « Grands Détectives » no 2915 (1997)
- Odds on Miss Seeton (1975) publié en français sous le titre  Miss Seeton joue et gagne, 10/18, coll. « Grands Détectives » no 2937 (1998)

## Filmographie
- 1961: The Avengers (Chapeau melon et bottes de cuir): Square Root of Evil, saison 1
- 1964  : Doctor Who (série TV) : « The Keys of Marinus » Morpho (voix) (5 épisodes)